# Univerzitní nemocnice Haukeland
Univerzitní nemocnice Haukeland (Bokmål: Haukeland universitetssykehus/Nynorsk: Haukeland universitetssjukehus) je druhá největší norská nemocnice a největší nemocnice v Bergenu, ležící v městské části Årstad. Nemocnice byla založena v roce 1912 a od roku 2002 je součástí Helse Bergen HF zaštiťující několik zdravotních zařízení v Bergenu a jeho okolí, mezi něž patří Psychiatrická nemocnice Sandviken, Centrum rehabilitace a fyzikální medicíny v Nordås, Kysthospitalet v Hageviku a Nemocnice Voss.
Univerzitní nemocnice Haukeland zaměstnává přibližně 12.000 zaměstnanců a její rozpočet pro rok 2019 je 11,4 miliard norských korun. V roce 2017 bylo v nemocnici ošetřeno více než 900 000 pacientů.